# Potamos Paramaliou
Potamos Paramaliou este o arie protejată (arie de protecție specială avifaunistică — SPA) din Cipru întinsă pe o suprafață de 1.781,91 ha, integral pe uscat.

## Localizare
Centrul sitului Potamos Paramaliou este situat la coordonatele 34°43′45″N 32°47′43″E / 34.7292°N 32.7953°E.

## Înființare
Situl Potamos Paramaliou a fost declarat arie de protecție specială avifaunistică în martie 2008 pentru a proteja 47 de specii de animale.

## Biodiversitate
Situată în ecoregiunea mediteraneană, aria protejată nu include niciun habitat protejat.
La baza desemnării sitului se află mai multe specii protejate de  păsări (47): cocor mic (Anthropoides virgo), Aquila fasciata, șorecarul comun (Buteo buteo), șorecar mare (Buteo rufinus), caprimulg (Caprimulgus europaeus), erete vânăt (Circus cyaneus), erete alb (Circus macrourus), erete cenușiu (Circus pygargus), dumbrăveancă (Coracias garrulus), cuc (Cuculus canorus), presură sură (Emberiza calandra), Falco naumanni, șoim călător (Falco peregrinus), vânturel de seară (Falco vespertinus), muscar negru (Ficedula hypoleuca), cinteză (Fringilla coelebs), cocor (Grus grus), vulturul pleșuv sur (Gyps fulvus), frunzăriță galbenă (Hippolais icterina), Iduna pallida, capîntortură (Jynx torquilla), sfrâncioc roșiatic (Lanius collurio), sfrânciocul cu frunte neagră (Lanius minor), sfrâncioc cu cap roșu (Lanius senator), prigoare (Merops apiaster), gaia neagră (Milvus migrans), muscar sur (Muscicapa striata), Oenanthe cypriaca, grangur (Oriolus oriolus), vrabie negricioasă (Passer hispaniolensis), viespar (Pernis apivorus), codroș de munte (Phoenicurus ochruros), pitulice de munte (Phylloscopus bonelli), pitulice sfârâitoare (Phylloscopus sibilatrix), pitulice-fluierătoare (Phylloscopus trochilus), mărăcinar negru (Saxicola torquatus), sitar de pădure (Scolopax rusticola), silvie cu cap negru (Sylvia atricapilla), silvie de zăvoi (Sylvia borin), silvie de câmp (Sylvia communis), silvie-mică (Sylvia curruca), Sylvia hortensis, Sylvia melanothorax, fluturașul de stâncă (Tichodroma muraria), mierlă (Turdus merula), sturz-cântător (Turdus philomelos), pupăză (Upupa epops).